# Palácio dos Capitães-Generais (Angra do Heroísmo)

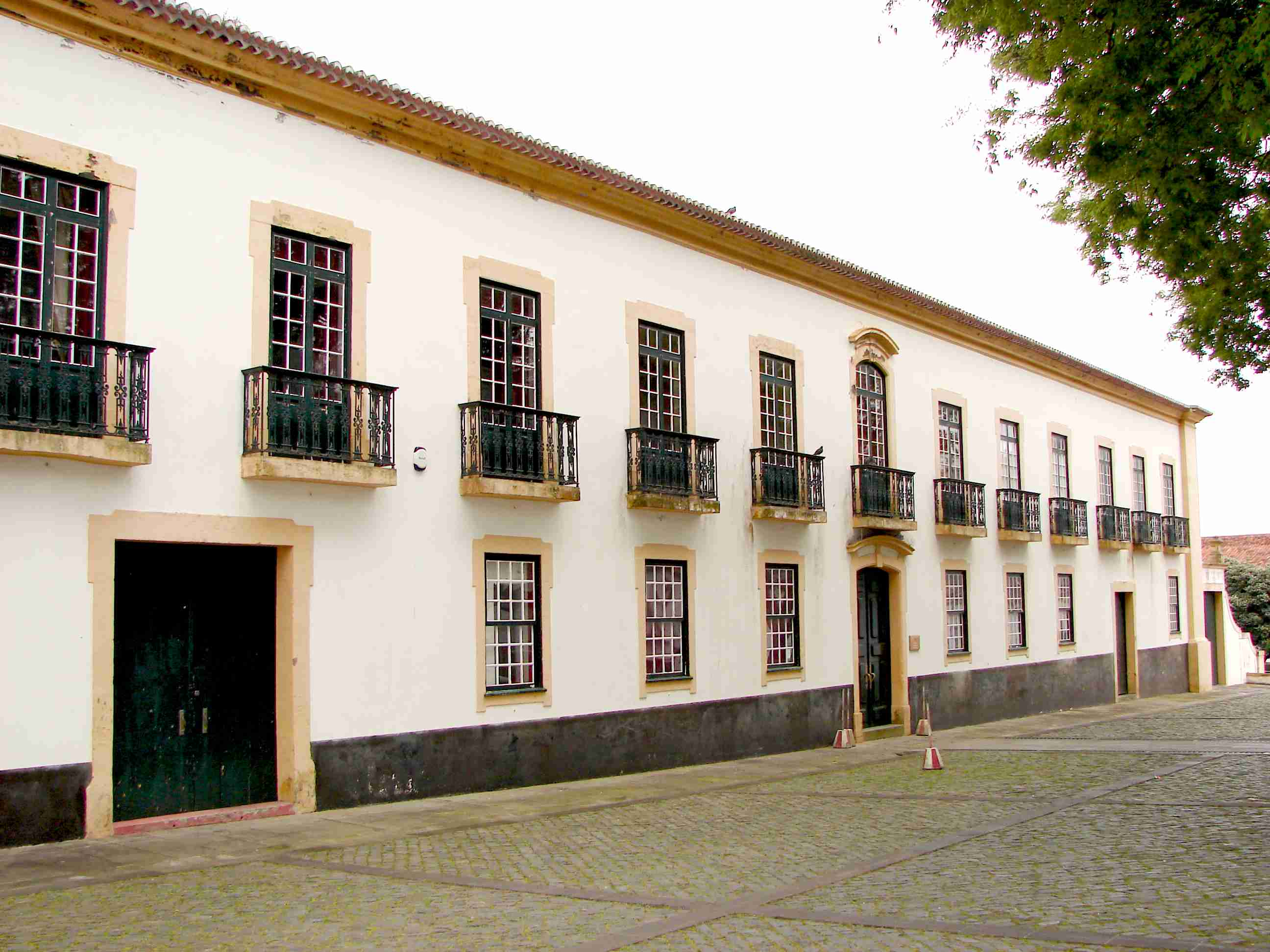
Palácio dos Capitães-Generais, Angra do Heroísmo: alçado para o largo 22 de Junho.

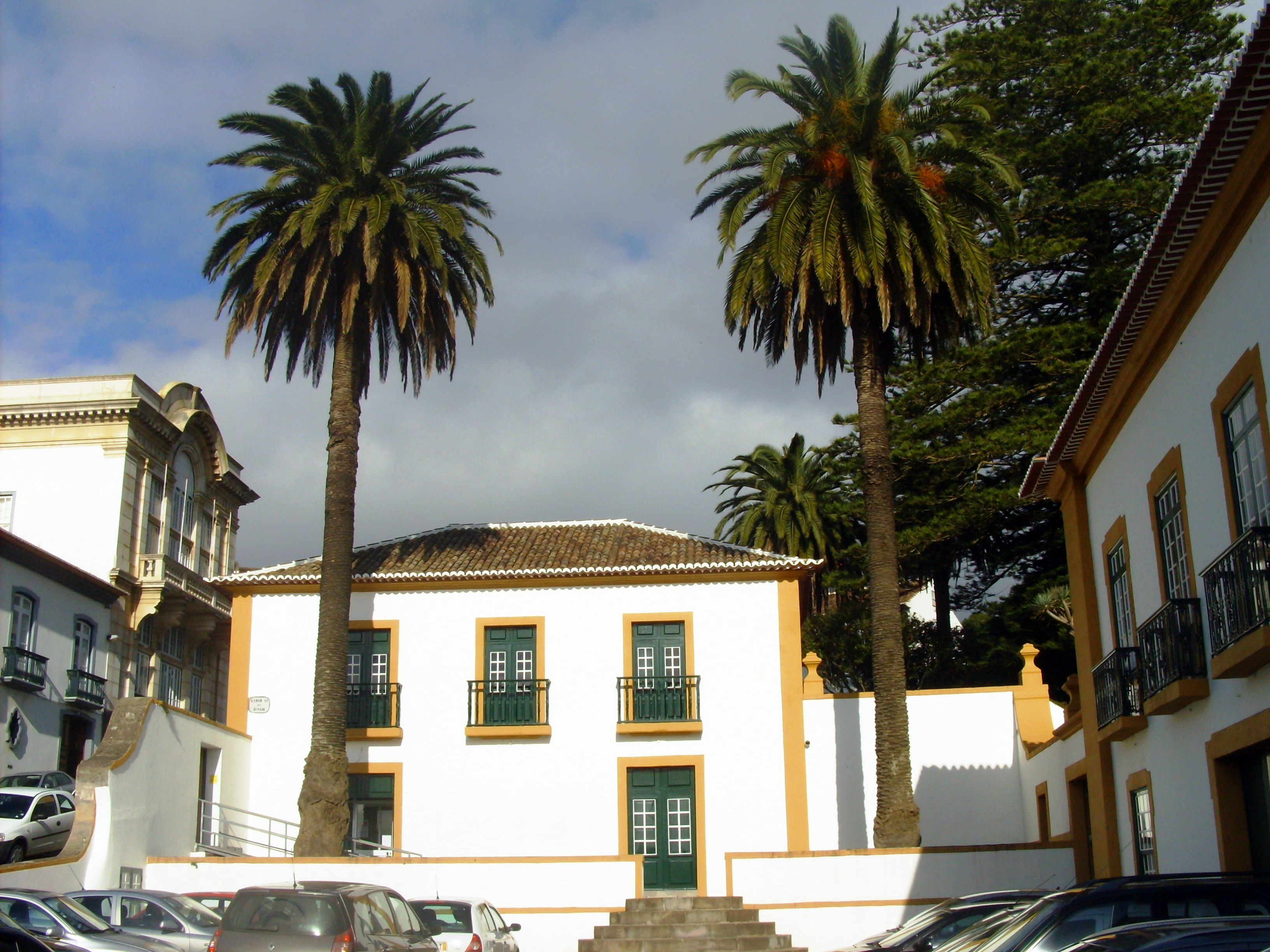
Palácio dos Capitães-Generais: edifício do "Colégio Novo", atual Direção Regional das Comunidades.

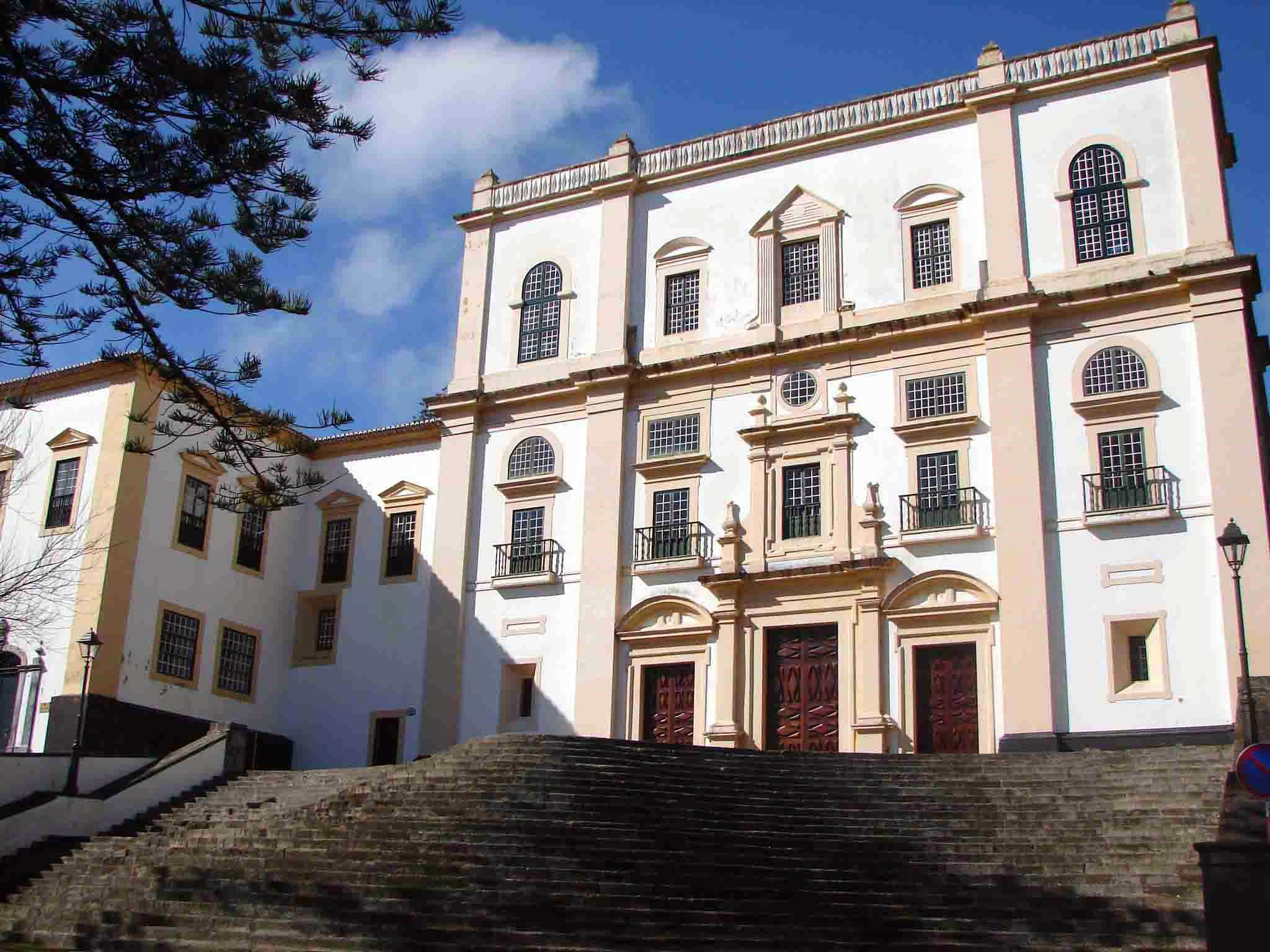
Palácio dos Capitães-Generais: fachada da Igreja de Santo Inácio de Loyola.

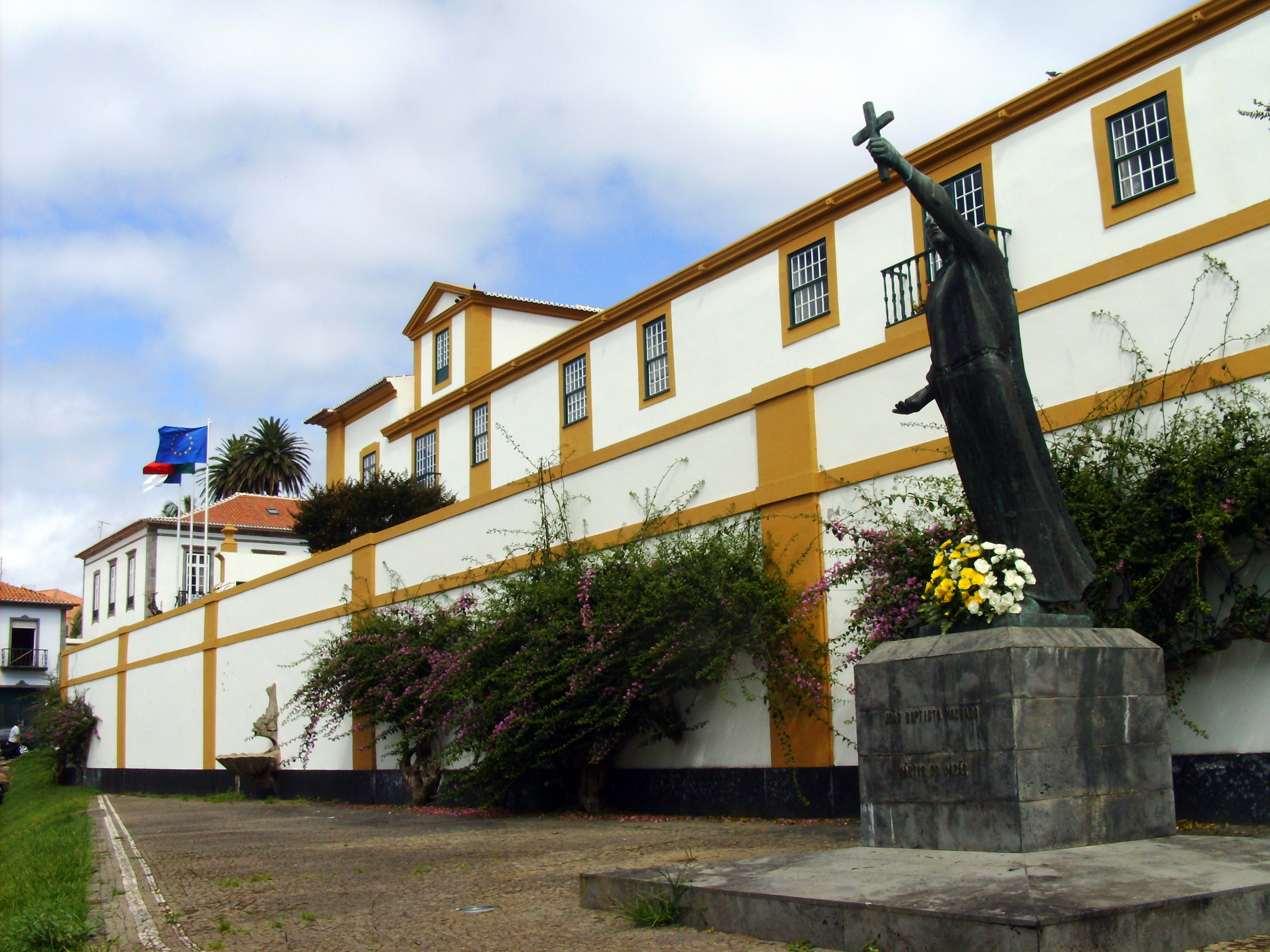
Palácio dos Capitães-Generais: monumento em homenagem a João Baptista Machado, mártir do Japão.

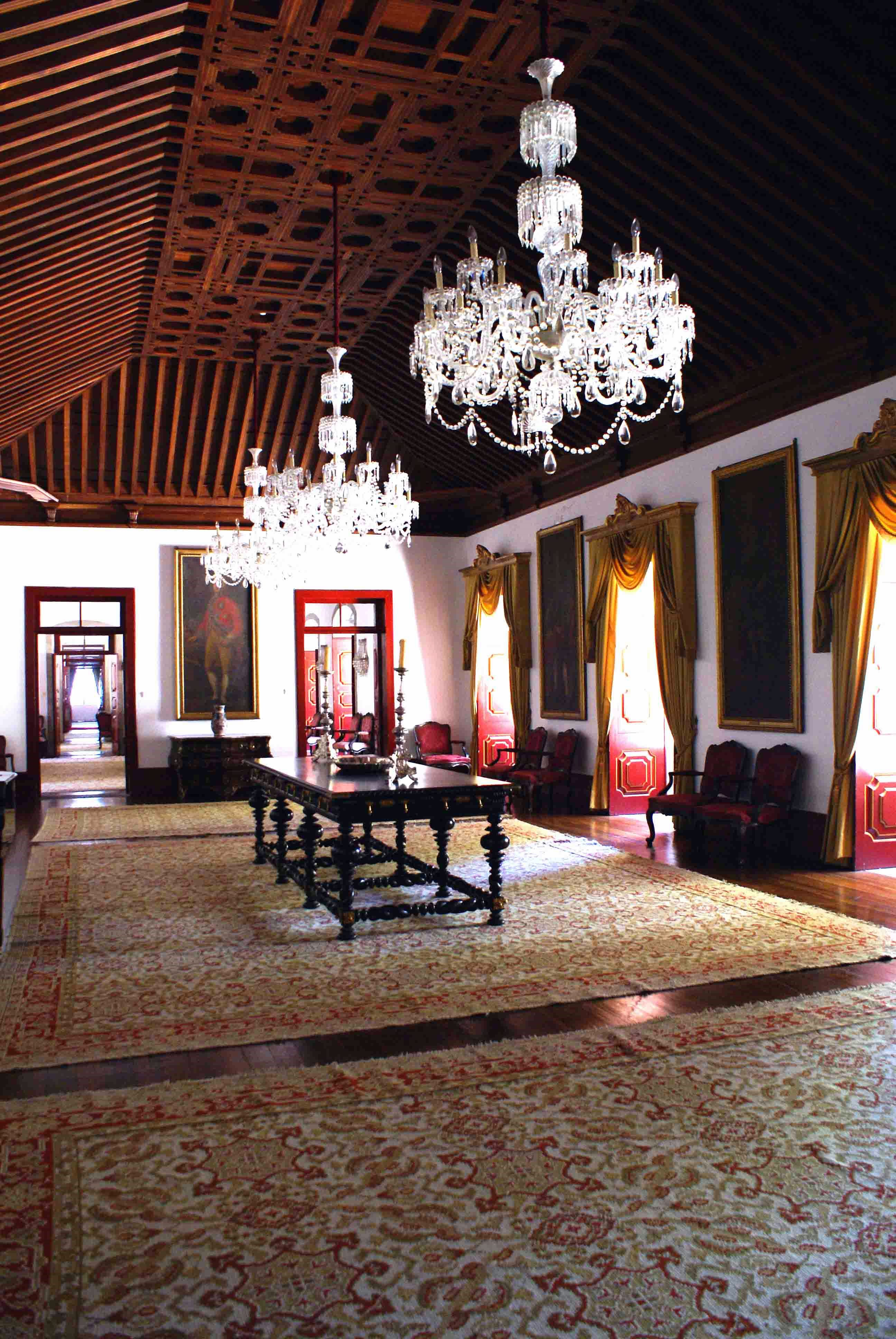
Palácio dos Capitães-Generais: aspecto da "Sala dos Reis de Bragança".

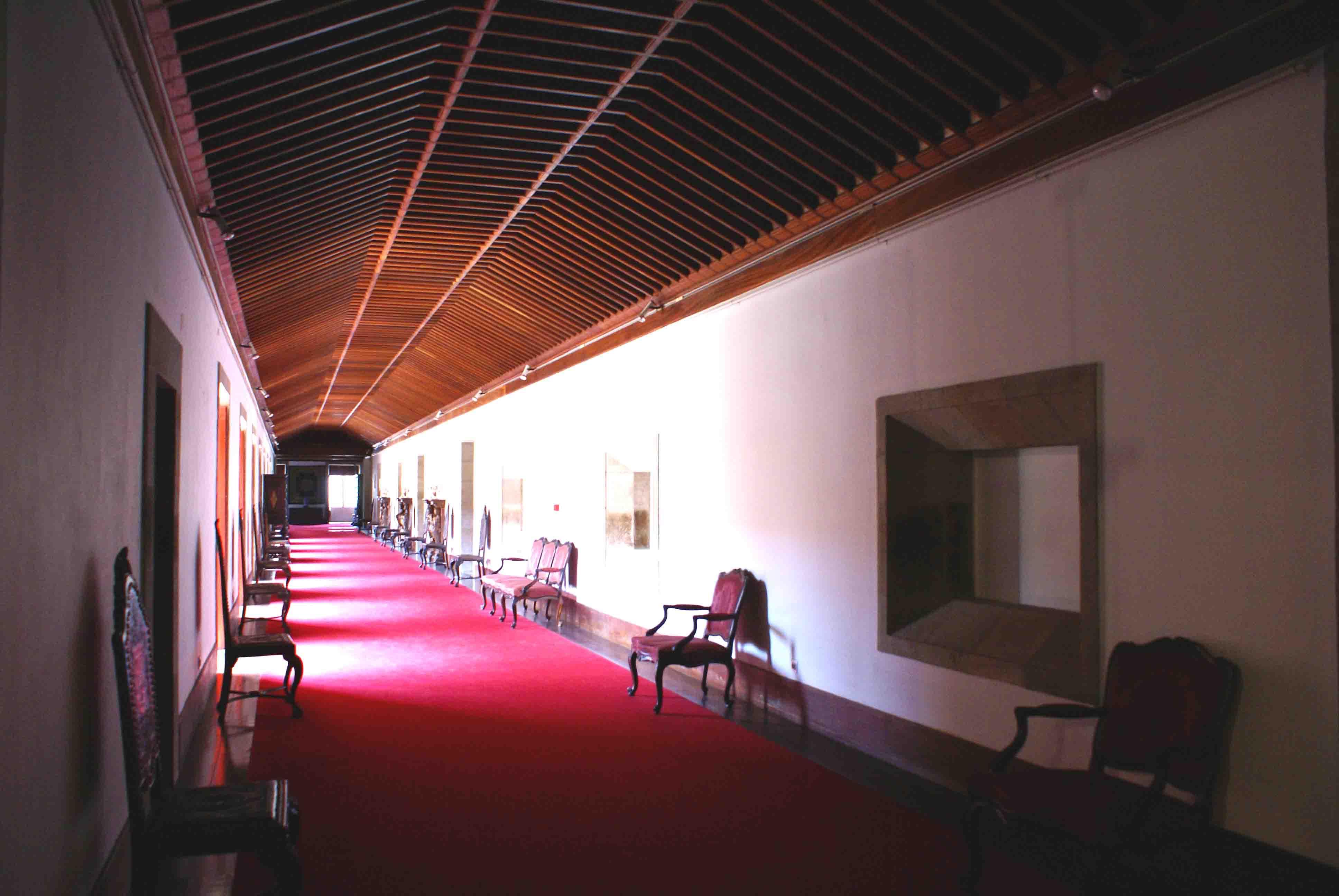
Palácio dos Capitães-Generais: aspecto dos corredores, com destaque para a restauração do teto, em madeira de mogno.

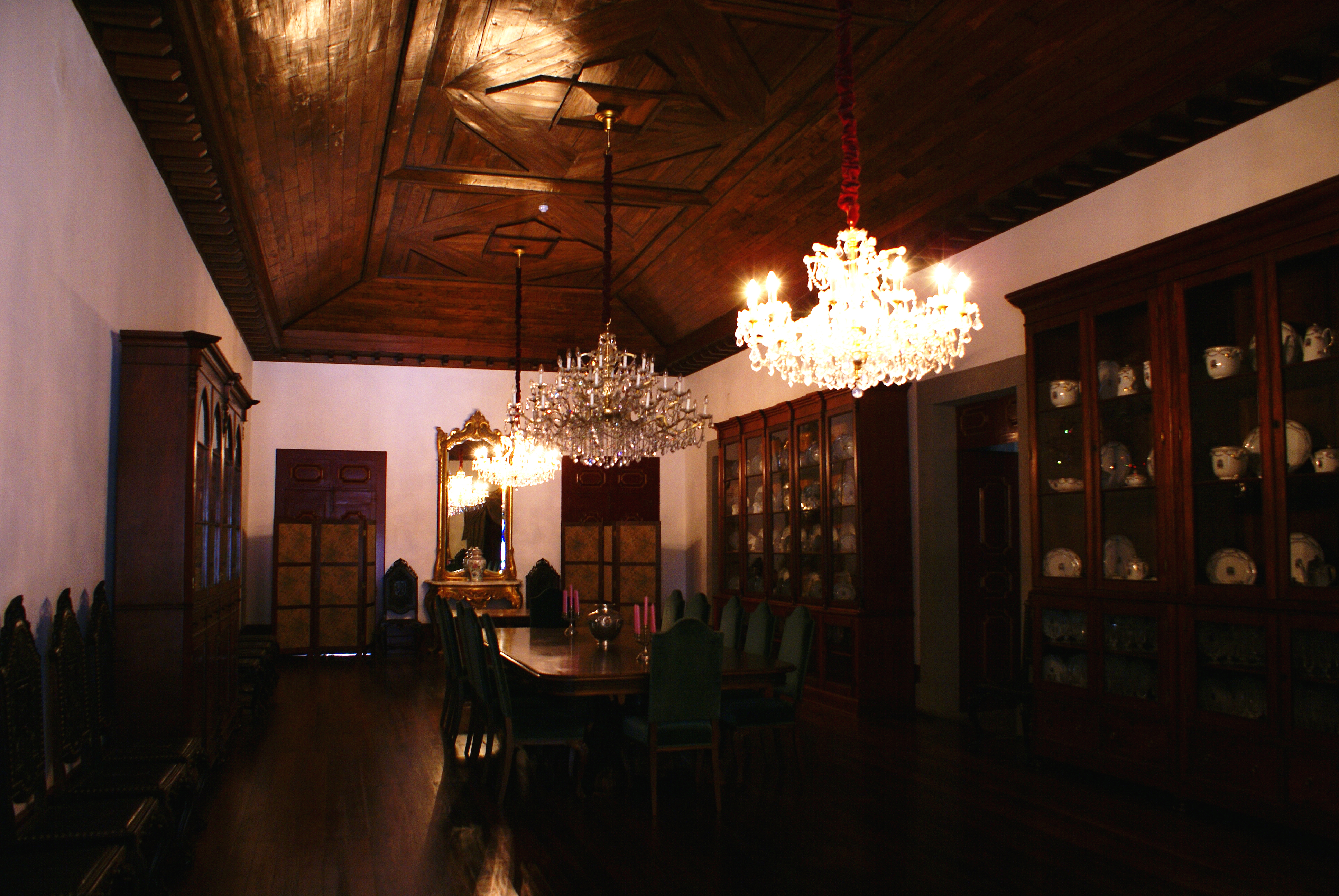
Palácio dos Capitães Generais, uma sala de jantar.

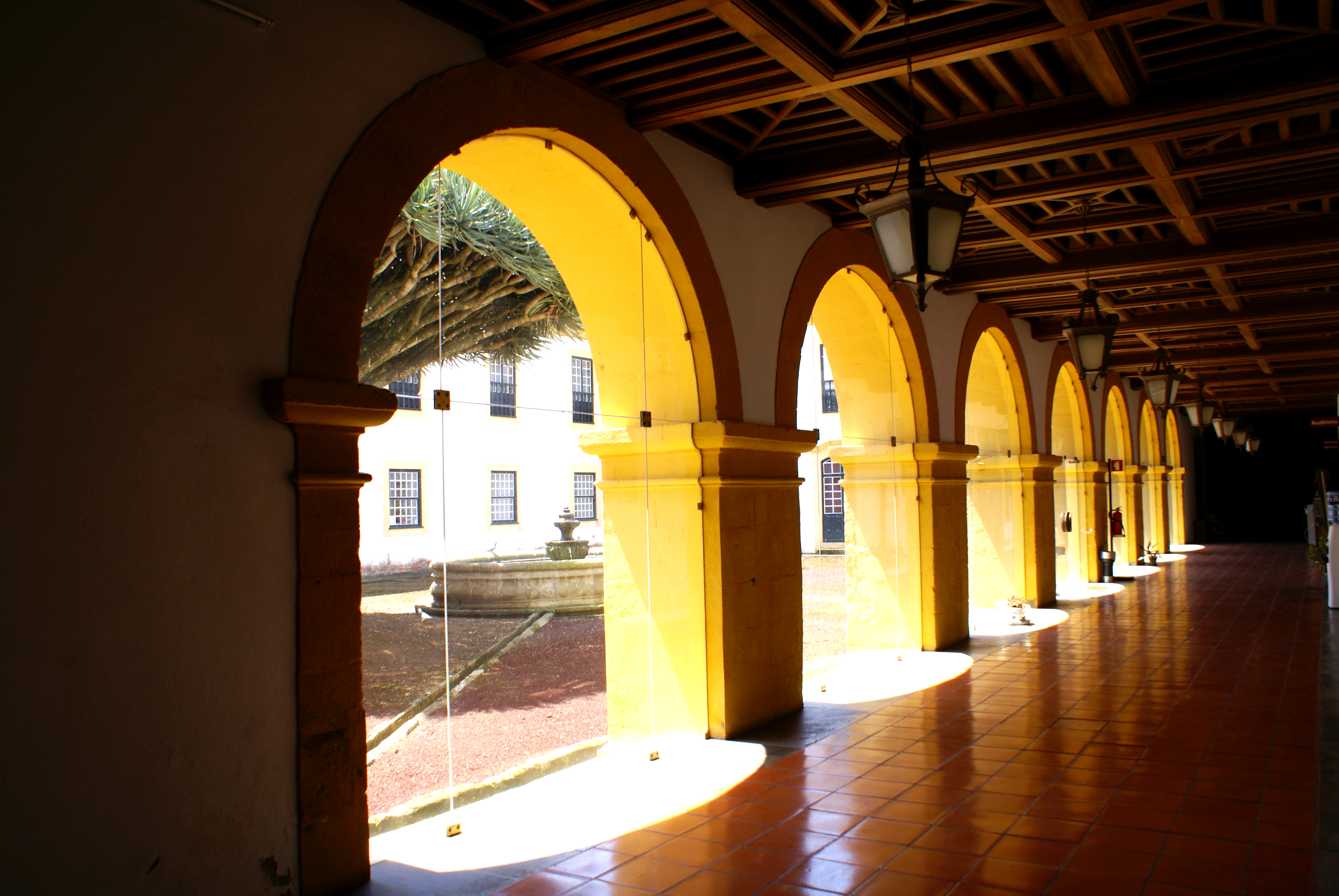
Palácio dos Capitães Generais, arcadas da pátio interior.

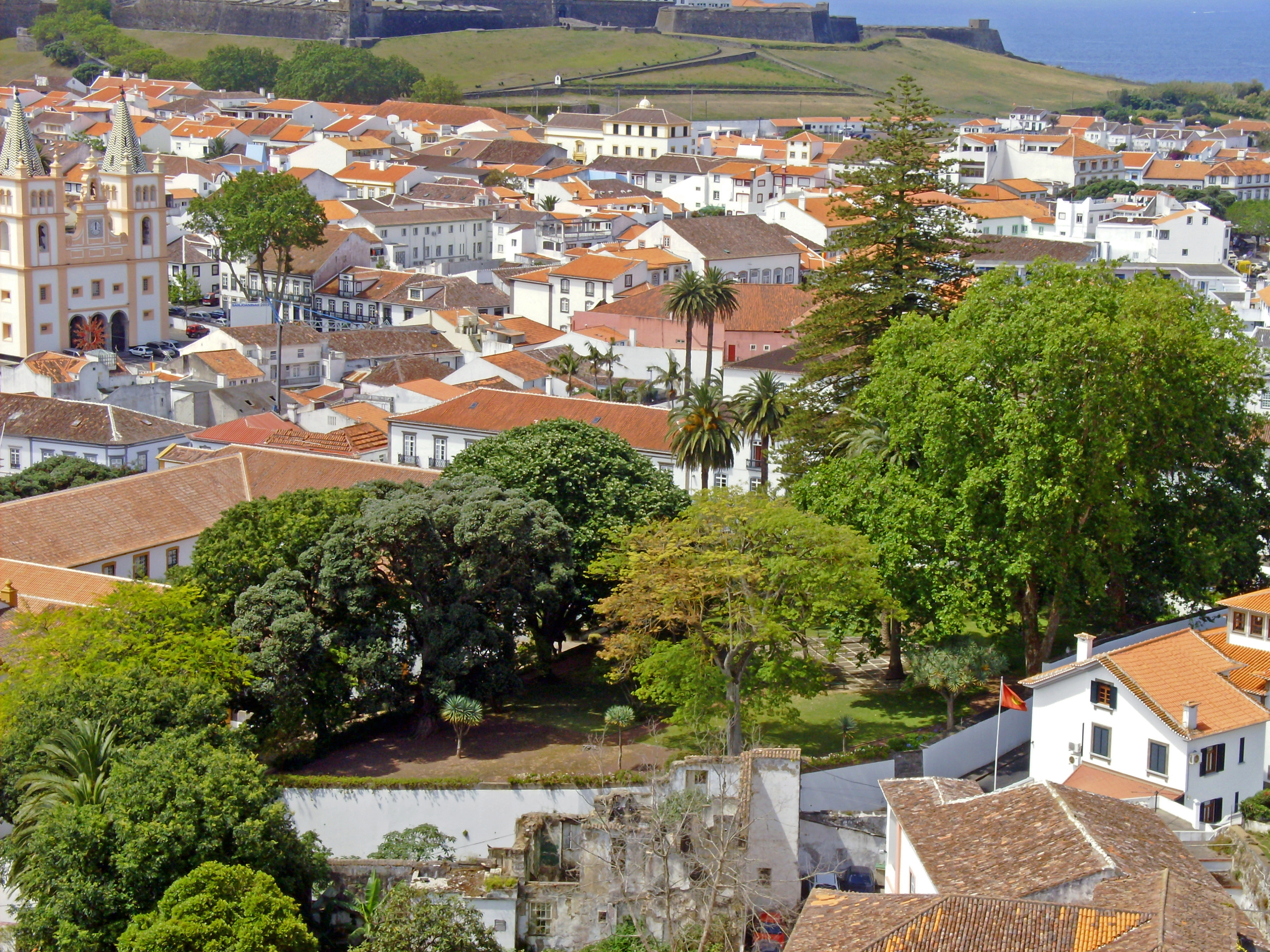
Palácio dos Capitães-Generais: vista do jardim (fundos).

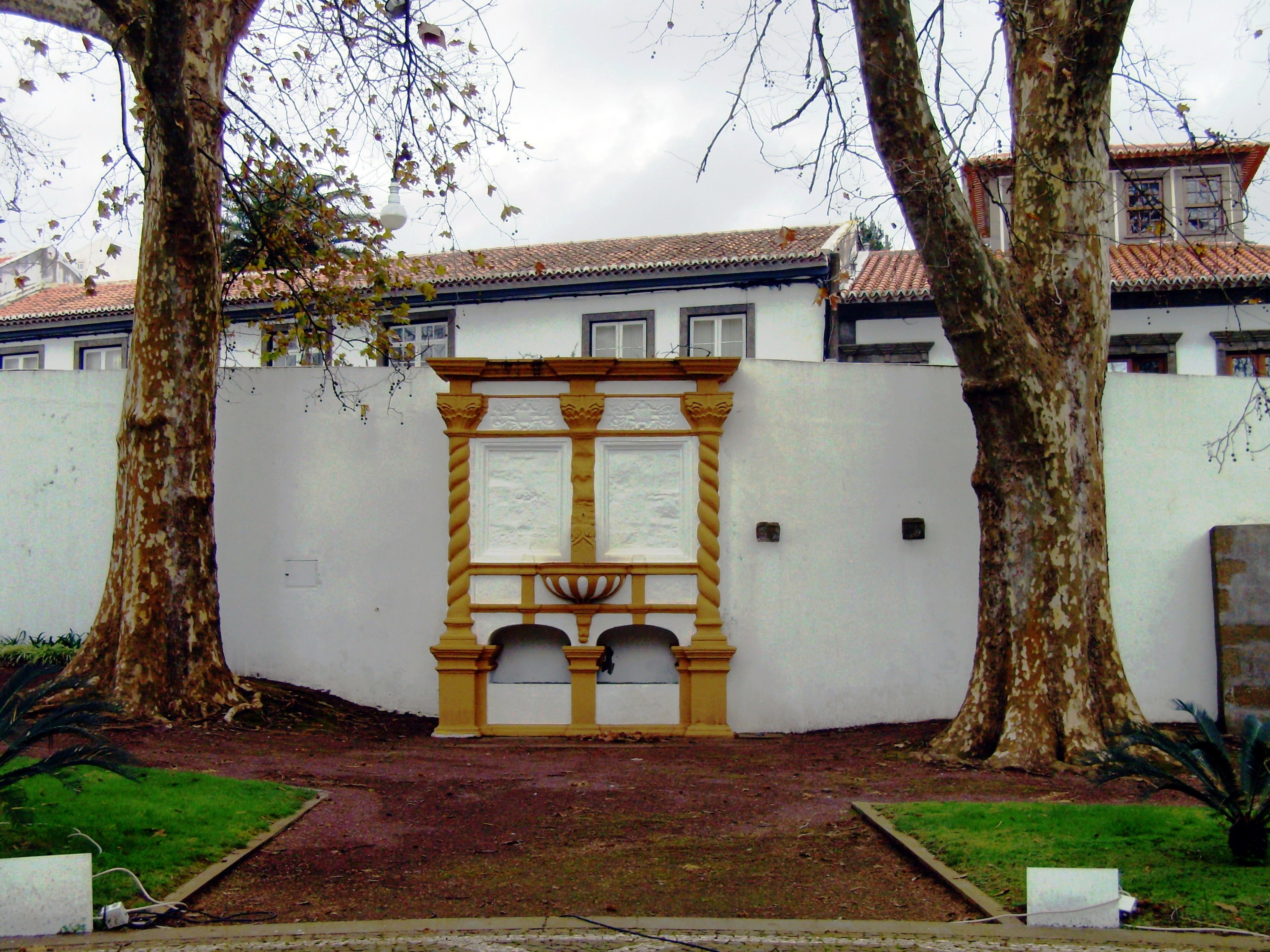
Palácio dos Capitães-Generais: detalhe do jardim.

O Palácio dos Capitães-Generais, também designado por Colégio de Santo Inácio e Colégio da Companhia de Jesus, localiza-se na freguesia da Sé, no centro histórico da cidade e município de Angra do Heroísmo, na ilha Terceira, nos Açores.
Trata-se de um conjunto edificado de apreciáveis dimensões onde primitivamente esteve instalado o Colégio da Companhia de Jesus que, em 1595, foi crismado com o nome de "Colégio da Ascensão". Nesta época era constituído não apenas pelo atual edifício, mas também pelo do Colégio própriamente dito, o chamado "Pátio dos Estudos" (hoje desaparecido), o do chamado "Colégio Novo" (onde atualmente se encontra instalada a Direção Regional das Comunidades), e pela Igreja de Santo Inácio.
Enquanto a Fortaleza de São João Baptista personificou o poder militar, o Palácio dos Capitães-Generais personificou o poder civil no arquipélago. Ao longo de sua história, com mais de quatro séculos, serviu como sede do primeiro governo unificado do arquipélago (período da Capitania Geral dos Açores), como Palácio Real de Pedro IV de Portugal e de Carlos I de Portugal, como sede do Governo Militar dos Açores, e como sede da Presidência do Governo dos Açores e local de reunião do Conselho do Governo da Ilha Terceira, quando passa à posse da Região após a constitucionalização da autonomia política e administrativa dos Açores na sequência da Revolução dos Cravos no país. Entre as suas funções, na atualidade, é uma das sedes da Presidência do Governo Regional.
O Palácio dos Capitães-Generais está classificado como Imóvel de Interesse Público desde 1980.

## História

### Antecedentes
O estabelecimento dos Jesuítas nos Açores e na Madeira remonta a 1569, quando o regente D. Henrique instituiu dois colégios, custeados pelo erário real, em Angra e no Funchal.[carece de fontes?]
O Colégio dos Jesuítas de Angra foi mandado erguer por Alvará de D. Sebastião datado de 19 de fevereiro de 1570, sendo a partida dos religiosos assim registada, no início do mesmo ano:
"Estes dias passados se partieron de aquí tres Padres y nueve Hermanos que van para la Isla de Madera a fundar el collegio (...). Cedo partirán otros tantos para la Isla de Angra y por ventura que algunos Hermanos más; partirán a quinze de Março poco más o menos"
Desse modo, a 1 de junho de 1570, após uma viagem tormentosa, o grupo de doze religiosos entrou solenemente em Angra, sob a liderança daquele provincial. No grupo destacavam-se ainda os nomes de Luís de Vasconcelos (reitor e mestre - ou leitor - dos casos de consciência), Pêro Gomes e Baltasar Barreiros.
José da Silva do Canto, que fundara na rua da Rocha (posteriormente rua de Jesus, em homenagem à Companhia) o Recolhimento e Ermida de Nossa Senhora das Neves, disponibilizou-lhes essas facilidades para nelas se instalarem. Sendo essas acomodações reduzidas, buscaram-se novas instalações, que foram encontradas numa casa no local do atual palácio, que se tornou a segunda casa da Companhia em Angra. Por Alvará passado em Almeirim a 20 de março de 1572, D. Sebastião concedeu as licenças necessárias para a construção de uma nova edificação, com traça do jesuíta Tinoco, e atribuiu 600$00 reis anuais para o estabelecimento e sustento dos padres da Companhia, pagos a partir desse ano pelo Provedor da Fazenda Real na Terceira, através dos rendimentos da Coroa naquela ilha  As obras foram dirigidas pelo jesuíta Francisco Dias, com  recurso das esmolas das principais famílias da ilha.
Na mesma época, em Ponta Delgada, João Lopes, um cristão-novo oriundo do Porto que enriquecera no comércio, legou em testamento o rendimento de trinta moios de trigo à Companhia, com a condição de também ser aberto um Colégio naquela cidade, o que aconteceria em 1592.

### Da Dinastia Filipina à Restauração da Independência
De acordo com alguns autores, as obras do Colégio só terão sido iniciadas no contexto da Dinastia Filipina, em 1608-1609, tendo a sua ocupação se registado por volta de 1620[carece de fontes?].
Por outro lado, os "Apontamentos históricos relativos à parte do antigo Colégio dos Jesuítas em Angra do Heroísmo" pertencentes ao Ministério do Exército, referem que o conjunto foi utilizado militarmente a partir de agosto de 1582, pouco depois do desembarque das forças de António I de Portugal efetuado em 26 de julho. Aquele soberano ordenou desentaipar o imóvel, tendo feito embarcar para a Inglaterra os jesuítas que ali estavam prisioneiros desde fins de julho, substituindo-os por outros que consigo levava. O edifício foi então utilizado como enfermaria por soldados franceses do efetivo de D. António e como paiol de munições.
Com a Restauração da Independência, a partir de 21 de abril de 1641 aqui tiveram lugar as reuniões do Conselho de Guerra presididas pelo padre jesuíta Francisco Cabral, coordenando-se o assédio ao Castelo de São Filipe (atual Fortaleza de São João Baptista) até à sua capitulação, a 4 de março de 1642. A mesma fonte refere que a inauguração do Colégio deu-se em 17 de junho de 1651.
Neste período, o conjunto era integrado não apenas pelo atual edifício, então com função residencial - cuja entrada principal se dava pelo lado do atual largo do prior do Crato -, mas também pelo edifício do Colégio própriamente dito - no lugar do atual largo do prior do Crato, definindo o chamado "Pátio dos Estudantes" -, e pela Igreja do Colégio. Posteriormente, em 1709, a este conjunto foi acrescentado o edifício do chamado "Colégio Novo", onde atualmente se encontra instalada a Direcção Regional das Comunidades, no largo 22 de Junho de 1828.
Com relação ao plano de estudos, seguia a parte IV das Constituições da Companhia redigidas por Inácio de Loyola no tocante às disciplinas e obras que deveriam ser estudadas. Posteriormente, a "Ratio Studiorum" foi promulgada para o Colégio de Angra, por Circular de 8 de janeiro de 1599. Os cursos aqui ministrados cobriam desde o ensino fundamental (então as primeiras letras) ao superior. Nesta última modalidade eram oferecidos os cursos de:
- Letras - o mais elementar, com duração de três anos, compreendendo Gramática (latina), Humanidades e Retórica;
- Filosofia ou Artes - com duração de três anos e sete meses, compreendendo Dialética, Lógica, Física e Metafísica; e
- Teologia - o mais avançado, com duração de quatro anos, compreendendo Teologia Escolástica, Sagrada Escritura, hebraico, línguas orientais e sul-americanas (indígenas), e Casuística.

### As reformas Pombalinas: a Capitania-Geral
Séculos mais tarde, no contexto das reformas Pombalinas, diante da expulsão dos jesuítas do reino de Portugal (1759), os religiosos foram expulsos dos Açores no ano seguinte (1760), tendo o Colégio da Terceira sido o último a ser abandonado, em 15 de agosto. Foram confiscados pela Fazenda Nacional o edifício do Colégio, o Pátio dos Estudos, a Igreja e os respectivos anexos.
Com a nova organização administrativa, civil e judicial para o Arquipélago - a Capitania Geral dos Açores -, centralizada na cidade de Angra e personificada na figura de um Capitão-General (Alvará régio de 26 de julho de 1766), o edifício da ala residencial do antigo Colégio da Ascensão passou a servir de residência aos novos governadores (Carta Régia de 26 de setembro de 1766).
Por essa razão, o primeiro Capitão-general dos Açores, D. Antão de Almada (1766-1774), começou a adaptar esse edifício às funções de palácio, transformando as celas conventuais em quartos e estabelecendo algumas salas para a secretaria do Governo Geral e para a Junta da Real Fazenda na capitania, esta última instaurada em 24 de novembro de 1766 (COSTA, 1867:127). Foi encarregado do projeto dessas obras de adaptação o Sargento-mor com exercício de Engenheiro, João António Júdice, conforme planta atualmente no Ministério do Exército em Lisboa (Plantas dos Dois Pisos da Casa da Companhia de Jesus, 1767).
O segundo Capitão-general, Dinis Gregório de Melo Castro e Mendonça (1774-1793), considerando insatisfatórias as obras promovidas pelo seu antecessor no palácio, preferiu residir no palácio do Governador da Fortaleza de São João Baptista (COSTA, 1867:127).
Será com o terceiro Capitão-General, Lourenço José Boaventura de Almada (1799-1804), que se instala neste edifício em 30 de outubro de 1796, que este será efetivamente adaptado à função de "palacio do governo", que conservou até à extinção do cargo, sob o conde de Vila Flor em 1830. Tendo este permanecido na Terceira até 1832, na qualidade de Marechal do Exército, elevado à dignidade de duque da Terceira, aqui conservou ainda a sua secretaria e quartel-general.

### Da Guerra Civil Portuguesa ao Estado Novo

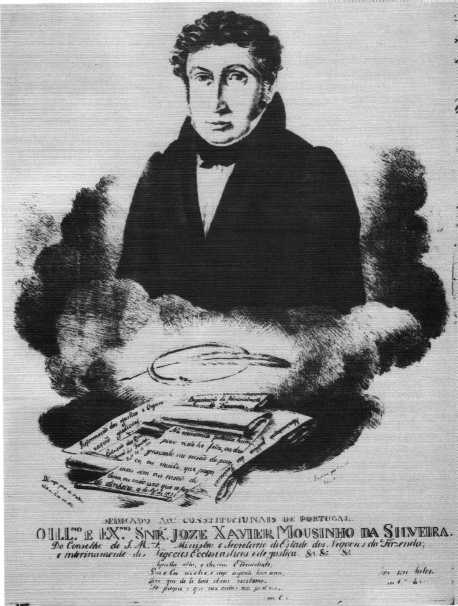
Caricatura de Mouzinho da Silveira legislador: note-se o detalhe da pena, "iluminada".

No contexto da Guerra Civil Portuguesa (1828-1834), o palácio foi a sede da Junta Provisória, entre 5 de outubro de 1828 e 22 de junho de 1829, sob a presidência do general Diocleciano Leão Cabreira, sede do governo da Regência do Reino de Portugal, em nome de D. Maria II, presidido pelo duque de Palmela, e por duas vezes Paço Real:
- a partir de 3 de Março de 1832, durante os cerca de três meses em que Pedro IV de Portugal permaneceu na Terceira;[18] e
- em 1901, no reinado de Carlos I de Portugal, quando este soberano e a rainha, D. Amélia de Orleães, visitaram a Terceira.

Aqui Mouzinho da Silveira legislou e estruturou as primeiras linhas do Portugal liberal do oitocentos.
Por Decreto de 26 de novembro de 1836 foi criada a 10ª Divisão Militar, com sede em Angra, sob o comando de um General, com o título de Comandante Militar dos Açores. São-lhe atribuídas, como residência, as salas do andar nobre que correm ao longo da fachada principal, voltadas para o largo 22 de junho de 1828 e, para secretarias, as salas do pavimento inferior.
Por ata de sessão e auto de posse de 15 de agosto de 1850, ficou a parte do antigo Colégio dos Jesuítas constituindo propriedade do Ministério da Guerra e "(...) foi destinada à residência da primeira autoridade militar d'Angra e respectivas secretarias".
Quando da extinção da 10ª Divisão Militar, por Decreto de 4 de novembro de 1868, as instalações passaram a ser ocupadas pela 5ª Divisão Militar, criada no lugar daquela.
Em 30 de setembro de 1866, quando do Tombo Militar, reorganizado, ampliado e concluído a 16 de janeiro de 1888, nele se encontra relacionada a parte do Colégio dos Jesuítas cedida ao Ministério da Guerra. Nesse interím, fora extinta a 5ª Divisão Militar e criados os Comandos Militares dos Açores - Ocidental, Central e Oriental -, com sedes respectivamente na Horta, em Angra do Heroísmo e em Ponta Delgada. O Comando Central tinha um Governador, com a patente de General de Brigada e que, cumulativamente, desempenhava o cargo de Governador da Fortaleza de São João Baptista, tendo alojamento naquela fortificação, ficando, por essa razão, desocupado o palácio do largo 22 de Junho de 1828.
Em 19 de maio de 1885 o Ministério do Reino solicitou ao Ministério da Guerra a cedência das salas da antiga residência do General Comandante da 5ª Divisão para a repartição da Fazenda do Distrito. O Ministério da Guerra deliberou de imediato ceder "(...) duas salas do edifício em que se achava a secretaria da mesma 5ª Divisão Militar e residência do respectivo Governador, para ali serem instaladas as repartições da fazenda", e informava que "(...) as restantes salas do mesmo edifício poderão ser igualmente cedidas, mas provisóriamente, devendo ser restituídas ao Ministério da Guerra, logo que haja necessidade ou conveniência em separar o Comando Militar do Governo do Castelo de S. João Baptista". E aditava: "Não haverá também dúvida em provisóriamente emprestar toda a mobília (71 peças) que guarnece as aludidas salas, até que este Ministério delas disponha, devendo fazer-se o devido inventário assinado pelas autoridades militar e civil, ficando a cargo desse Ministério [do Reino] a conservação do mesmo mobiliário."
No contexto da Primeira Guerra Mundial, o Ministério da Guerra mandou cessar imediatamente a concessão provisória da parte do edifício de sua propriedade, conforme comunicação do Inspetor General das Fortificações e Obras Militares a 27 de maio de 1916, e a pedido do Comandante Militar dos Açores, por se tornar indispensável a transferência, para esse local, do Comando Militar e respectivas secretarias, uma vez que as dependências que vinham sendo ocupadas na Fortaleza de São João Baptista iam ser necessárias para ali alojar os alemães do recém-criado Depósito de Concentrados, determinando que da respectiva posse se lavrasse auto em termos análogos aos do de cedência de 22 de agosto de 1885. Essa entrega porém não foi total "(...) por haver uma parte que fora cedida ao Banco de Portugal e outra parte a autoridades diversas entre elas a Junta Geral do Distrito tendo ainda o Ministério do Interior ficado em posse duma parte."
O edifício do antigo Colégio (antiga parte pedagógica) foi demolido pela Câmara Municipal de Angra do Heroísmo em 1928, para dar lugar à abertura do atual largo do Prior do Crato.
Posteriormente, no contexto do Estado Novo Português, em 1933, pela criação do presídio militar na Fortaleza de São João Baptista para presos por crimes políticos e sociais, tornou-se necessário não apenas ocupar a parte restante do edifício em posse do Banco de Portugal e diversas autoridades, mas ainda outras divisões que se encontravam na posse do serviço das Obras Públicas da Junta Geral do Distrito.

### Do terramoto de 1980 aos nossos dias
Ao longo de quatro séculos de história, o conjunto edificado abrigou trinta e cinco diferentes organismos/instituições, tanto da Coroa quanto da República portuguesa, como da Região Autónoma dos Açores, sendo inúmeras vezes adaptado e remodelado.
Aqui jantaram os presidentes Richard Nixon e Georges Pompidou, recepcionados por Marcelo Caetano em 1971.
Bastante danificado pelo terramoto de 1980 (1 de janeiro), foi classificado como Imóvel de Interesse Público pela Resolução nº 28/80, de 29 de Abril, classificação consumida por inclusão no conjunto classificado da Zona Central da Cidade de Angra do Heroísmo, conforme a Resolução n.º 41/80, de 11 de Junho, e artigo 10.º e alínea a) do artigo 57.º do Decreto Legislativo Regional n.º 29/2004/A, de 24 de Agosto.
Tendo passado para a posse integral do Governo Regional, para a sua recuperação e restauro foi eleita a recriação do período dos Capitães-generais, tendo se procedido para a recomposição do seu recheio à aquisição de peças de mobiliário representativas do mesmo, da passagem do século XVIII para o século XIX.
Atualmente o conjunto compreende três utilizações específicas:
- é uma das residências oficiais do Presidente do Governo Regional dos Açores;
- alberga a administração da Vice-Presidência; e
- possui um percurso museológico visitável.

## O percurso museológico
Com relação a este último aspecto, o visitante tem a oportunidade de apreciar obras de arte dos séculos XVIII e XIX, na forma de um valioso recheio em mobiliário antigo, telas e porcelanas.
Após a escadaria da entrada e o percurso do corredor principal, alcança-se a Sala de Jantar onde, além do teto de madeira original, expõe-se o serviço em porcelana da Vista Alegre, com o Brasão de armas dos Açores, entre outras peças.
Na Sala dos Reis de Bragança, também referida como Sala das Carrancas e Salão de Baile, destacam-se dez retratos em óleo sobre tela, em tamanho maior do que o natural, dos monarcas da dinastia de Bragança, a saber: João IV de Portugal, Afonso VI de Portugal, Pedro II de Portugal, João V de Portugal, José I de Portugal, Maria I de Portugal e Pedro III de Portugal, João VI de Portugal quando Príncipe-Regente, assim como Duarte de Bragança, senhor de Vila do Conde, filho de Teodósio II, Duque de Bragança, o próprio Teodósio II, duque de Bragança (filho de João IV de Portugal) e José, Príncipe do Brasil, duque de Bragança, filho de Maria I e de Pedro III de Portugal. Foi neste amplo salão que Pedro IV de Portugal ofereceu um esplêndido baile, no dia 4 de abril de 1832, dia de anos de sua filha, Maria II de Portugal.
Na Sala do Capitão-General, também referida como Sala da Ponte e Sala do Dossel, por ter contido outrora o trono com uma cadeira de espaldar, encimada pelo retrato de Maria II de Portugal e, fronteiro, o de seu pai, Pedro IV de Portugal. Nesta sala Luís I de Portugal, ainda infante, recebeu o cortejo pela sua chegada à ilha Terceira e aniversário natalício, em 31 de outubro de 1858. Hoje nela destacam-se três retratos a óleo sobre tela, recentemente restaurados, com destaque para o de D. Antão de Almada, primeiro Capitão-General dos Açores, e o do marquês de Pombal. Aqui se destacava outrora um retrato de D. João VI quando rei de Portugal.
A Sala D. Maria II, alusiva ao período Liberal, encontra-se decorada com um belo lustre de cristal de rocha português. Aqui se destacavam outrora os retratos de Sebastião I de Portugal, fundador do convento, fronteiro ao de José I de Portugal e, no outro lado, o do Marquês de Pombal, fronteiro ao do 1.º Capitão General da Capitania Geral dos Açores, D. Antão de Almada.
Na chamada Sala dos Contadores destacam-se dessas peças, em estilo luso-oriental, em madeira de jacarandá, duas outras, de menores dimensões, portáteis, e uma jarra de faiança da Fábrica de Cerâmica Terceirense.
Enquanto espaço interno, no antigo claustro destacam-se a fonte e um exemplar de dragoeiro e, no externo, o jardim.
A Igreja de Santo Inácio de Loyola, popularmente referida simplesmente como Igreja do Colégio, anexa ao palácio, data do século XVII e apresenta um importante painel de azulejos neerlandeses atribuído aos séculos XVII e XVIII. Nela destacam-se ainda os trabalhos em talha dourada, a estatuária e os painéis de pintura seiscentista.

## Características
Na fachada principal do palácio rasgam-se 13 janelas e à sua frente estendia-se um amplo espaço, o antigo largo de 22 de junho.
O jardim destacava-se pelos seus largos passeios, com variedade de flores, algumas árvores frutíferas, e um chafariz, de onde corria água sobre um espaçoso tanque.